# 丘豆運動場
丘豆運動場（越南语：／），又名立壘運動場，是一座位於越南平陽省土龍木市的多功能體育場。

## 概要
丘豆運動場的容納人数為18,250人。該體育場主要用於足球賽事，為越南足球甲級聯賽的平阳贝卡麦克斯足球俱乐部的主場。

## 脚注
1. ↑  www.cpv.org.vn - 亚冠：Becamex平阳队战平韩国全北现代 （页面存档备份，存于） “……2015赛季亚冠联赛小组赛E组第四轮比赛在越南平阳省土龙木市丘豆体育场举行……”
2. ↑  .   [2015-04-15]. （原始内容存档于2019-02-19）.
3. ↑  Sân vận động Gò Đậu （页面存档备份，存于） soccerway.com

## 外部連結
- soccerway.com 上的紹介（页面存档备份，存于）